# Medicago truncatula
Medicago truncatula é uma espécie de planta com flor pertencente à família Fabaceae. 
A autoridade científica da espécie é Gaertn., tendo sido publicada em De Fructibus et Seminibus Plantarum. 2(3): 350, pl. 155. 1791.
O seu nome comum é luzerna-cortada.

## Portugal
Trata-se de uma espécie presente no território português, nomeadamente em Portugal Continental e no Arquipélago da Madeira.
Em termos de naturalidade é nativa das duas regiões atrás indicadas.

## Protecção
Não se encontra protegida por legislação portuguesa ou da Comunidade Europeia.